# Broken Back
Broken Back, pseudonimo di Jérôme Fagnet (Saint-Malo, 10 agosto 1990), è un cantautore e musicista francese.

## Biografia
Jérôme Fagnet è cresciuto in Bretagna, a Saint-Malo. Nel 2012, uno spostamento vertebrale lo costringe ad una lunga convalescenza, e prende in mano la chitarra. Il suo nome d'arte Broken Back, che significa "schiena spezzata", si riferisce a questo periodo della sua vita. La sua prima canzone, pubblicata su SoundCloud, è una versione di una canzone di Bon Iver.

## Carriera
Nel 2016 ha pubblicato il suo primo album in studio, Broken Back. Si colloca al 75° posto nelle classifiche francesi e al 94° in quelle belghe valloni. Include anche il singolo Halcyon Birds. L'album è preceduto da un EP intitolato Dear Misfortune, Mother of Joy, classificato al 135º posto nelle classifiche francesi.
Broken Back è stato nominato per la 32ª cerimonia Victoires de la Musique nel 2017 nella categoria “scena rivelazione dell'anno”. Lo stesso anno, ha contribuito alla canzone Trace ton chemin sull'album Gemme di Nolwenn Leroy.
Nel 2018, Broken Back ha iniziato ad annunciare il suo ritorno con il titolo Wonders, una collaborazione che ha condiviso con Klingande. Ha poi pubblicato i titoli Young Love, Breath Slow, She Falls, Wake Up con Henri PFR, One by One e poi Jack & Jill. Dopo quest'ultimo singolo, Broken Back conferma sul proprio account Instagram la pubblicazione di Good Days, il suo nuovo album, per il 17 gennaio 2020. Poco prima della pubblicazione dell'opera, Broken Back pubblica un nuovo estratto: l'omonimo Good Days, collaborazione con Dany Synthé.

## Discografia

### Album in studio
- 2016 – Broken Back
- 2020 – Good Days
- 2021 – Oh My
- 2022 – Away From Home

### EP
- 2015 – Dear Misfortune, Mother of Joy

### Singoli
- 2015 – Happiest Man on Earth
- 2016 – Halcyon Birds
- 2017 – Wait
- 2017 – The Sooner the Better
- 2018 – Wonders
- 2019 – Young Love
- 2019 – Breath Slow
- 2019  – She Falls
- 2019  – Wake Up
- 2019 – One by One
- 2019 – Jack & Jill
- 2020 – Good Days
- 2022 – Away From Home